# Los inútiles (grupo literario)
«Los Inútiles» es un grupo literario de la ciudad de Rancagua, Chile, creado en 1934. Uno de sus principales exponentes fue el poeta Óscar Castro.

## Historia
El origen del grupo literario Los inútiles estuvo directamente relacionado con la disolución del Círculo de Periodistas de Rancagua. Desde ese momento, comenzó a cristalizarse con fuerza la idea de conformar un grupo literario que reemplazara, de algún modo, al extinguido Círculo. Así fue como el 15 de diciembre de 1934, se reunió un conjunto de escritores e intelectuales en el Bodegón del Tío Cuadra, lugar de bohemia en la ciudad de Rancagua, para dar nacimiento, en un espacio de camaradería y entusiasmo, Los Inútiles. El anuncio oficial de aquella reunión fue publicado en el periódico La Semana: «Esta noche a las 9, el Grupo Los Inútiles inicia una serie de charlas bucólicas con una comida que servirá el Tío Cuadra. Tabla: Autopsia intelectual del poeta Chocano. La bohemia en Rancagua: Sancho Panza, amo y señor local. El fracaso de la Liga de las Naciones».
En un principio el grupo tuvo dos importantes iniciativas: la primera "Semana del libro" que se hizo en el país y la Revista Oral; la única revista radial de Chile con programación cultural y artística que transmitió la Radio Rancagua por dos años consecutivos. Posteriormente, realizaron otras actividades culturales y, principalmente, se abocaron a la creación de una revista, la que bautizaron con el nombre de Nada: en defensa del espíritu y que dirigió Óscar Castro.
En 1942, sin que mermara en absoluto el ánimo, se comenzó a publicar la revista más representativa del grupo: Actitud. Impresa a mimeógrafo, alcanzó hasta el número 10 y desapareció por razones económicas. Empecinados en la difusión cultural, fundaron la editorial Talamí. En ella se editaron libros de Óscar Castro, Gonzalo Drago, Raúl González Labbé y Félix Miranda.
Cuando el grupo cumplió 25 años de vida, organizaron la primera reunión nacional de grupos culturales de provincias, a la que asistieron 45 representantes de 20 grupos culturales desde Antofagasta a Punta Arenas. El impacto y trascendencia de este encuentro se vio reflejado en interesantes acuerdos sobre legislación de protección a las obras nacionales; ayuda, franquicias y relaciones de los grupos con el Estado y las municipalidades; vinculación de los grupos con la realidad nacional; reforma de la enseñanza de la literatura en los establecimientos de educación; organización y funcionamiento de academias de artes plásticas en provincias.
El quehacer del grupo Los Inútiles, en su incansable lucha por la difusión y engrandecimiento de la cultura nacional, no ha cesado hasta nuestros días. Con el paso del tiempo fueron integrándose nuevos miembros que potenciaron el trabajo iniciado por los fundadores. Cada nuevo aniversario de la muerte de Óscar Castro, sus participantes realizan una romería al cementerio para rendir homenaje a una de sus figuras emblemáticas.

## Integrantes
- Óscar Castro
- Gonzalo Drago
- Nicomedes Guzmán
- Óscar Vila
- Félix Miranda
- Agustín Zumaeta
- Andrés Cifuentes
- César Sánchez Riquelme
- Santiago Artemio Manríquez Moreno
- Raúl González Labbé